# Maisonsgoutte
Maisonsgoutte (Duits: Meisengut) is een gemeente in het Franse departement Bas-Rhin in de regio Grand Est. De gemeente telde 792 inwoners op 1 januari 2022.

## Geschiedenis
Maisonsgoutte maakte deel uit van het kanton Villé in het arrondissement Sélestat, dat in 1974 fuseerde met het arrondissement Erstein tot het arrondissement Sélestat-Erstein. Toen het kanton Villé op 22 maart 2015 werd opgeheven werden de gemeenten opgenomen ervan in het kanton Mutzig.

## Geografie
De oppervlakte van Maisonsgoutte bedraagt 4,87 vierkante kilometer; Op 1 januari 2022 was de bevolkingsdichtheid 162,6 inwoners per km².
De onderstaande kaart toont de ligging van Maisonsgoutte met de belangrijkste infrastructuur en aangrenzende gemeenten.

## Demografie
Onderstaande figuur toont het verloop van het inwonertal.
Albé · Barembach · Bassemberg · Bellefosse · Belmont · Blancherupt · Bourg-Bruche · Breitenau · Breitenbach · La Broque · Colroy-la-Roche · Dieffenbach-au-Val · Dinsheim-sur-Bruche · Fouchy · Fouday · Grandfontaine · Gresswiller · Heiligenberg · Lalaye · Lutzelhouse · Maisonsgoutte · Muhlbach-sur-Bruche · Mutzig · Natzwiller · Neubois · Neuve-Eglise · Neuviller-la-Roche · Niederhaslach · Oberhaslach · Plaine · Ranrupt · Rothau · Russ · Saales · Saint-Blaise-la-Roche · Saint-Martin · Saint-Maurice · Saint-Pierre-Bois · Saulxures · Schirmeck · Solbach · Steige · Still · Thanvillé · Triembach-au-Val · Urbeis · Urmatt · Villé · Waldersbach · Wildersbach · Wisches